# Графиня (фільм, 1991)
«Графиня» — радянський художній фільм режисера Дмитра Шинкаренка, знятий в 1991 році на студії «ЛОГОС».

## Сюжет
У російській садибі XVIII століття розташований Будинок творчості Спілки письменників СРСР. Напередодні новорічного свята там збирається компанія. Ніна Григорівна (Людмила Чурсіна) зі своїми дітьми селиться в тих кімнатах, де раніше жила графиня. У тому ж будинку над своєю новою книгою працює письменник Микита Шувалов (Євген Сидихін). Ніна Григорівна і Микита знайомляться. Микита виявляє, що Ніна дуже схожа на графиню. Молода людина закохується в неї, незважаючи на різницю у віці…

## У ролях
- Людмила Чурсіна —  Ніна Григорівна
- Євген Сидіхін —  Микита Шувалов, письменник-початківець
- Володимир Анікін —  Клим, друг Микити Шувалова
- Олександра Захарова —  Жанна, наречена Микити
- Ольга Аросєва —  Марфа Олексіївна
- Ірина Азер —  гід-екскурсовод
- Ніна Агапова —  відпочивальниця
- Володимир Івашов —  Никифоров
- Віталій Леонов —  відпочиваючий
- Лев Бутенін —  Льова
- Людмила Баранова — епізод
- Тетяна Андрєєва — епізод
- Марія Солодовникова — епізод

## Знімальна група
- Автор сценарію:  Валерій Дьомін,  Людмила Дьоміна
- Режисер:  Дмитро Шинкаренко
- Оператор:  Елізбар Караваєв
- Художник:  Олександр Толкачов